# 1812 az irodalomban

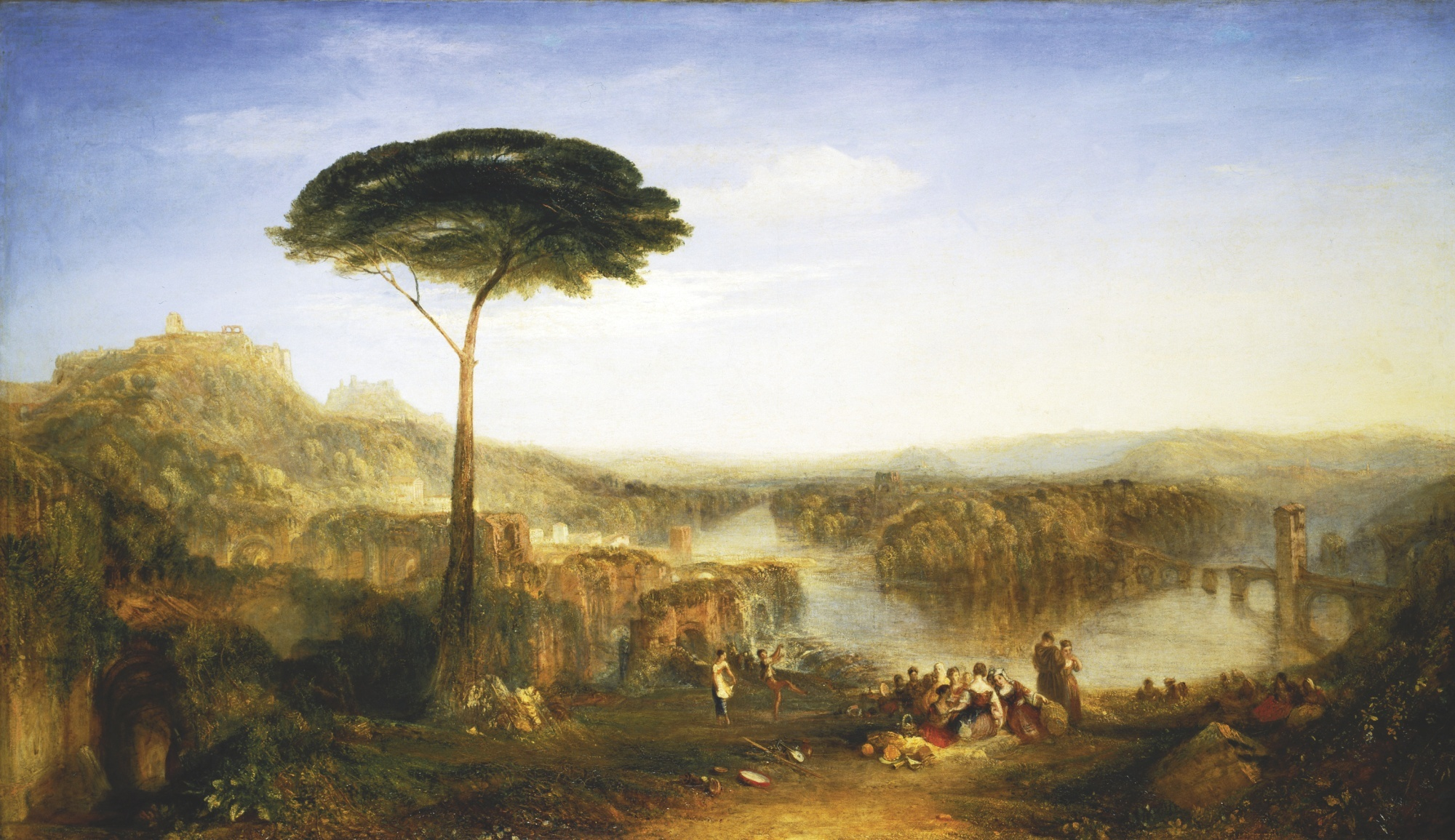
Childe Harold zarándokútja (William Turner festménye)

Az 1812. év az irodalomban.

## Események
- Pozsonyban megindul és 1815-ig áll fenn Horvát István évkönyve, a Magyar Dámák Kalendárioma, lényegében az első magyar szépirodalmi almanach. 1814. évi kötetében jelent meg az első magyar ballada: Kölcsey Ferenc Rózája.[1]

## Megjelent új művek

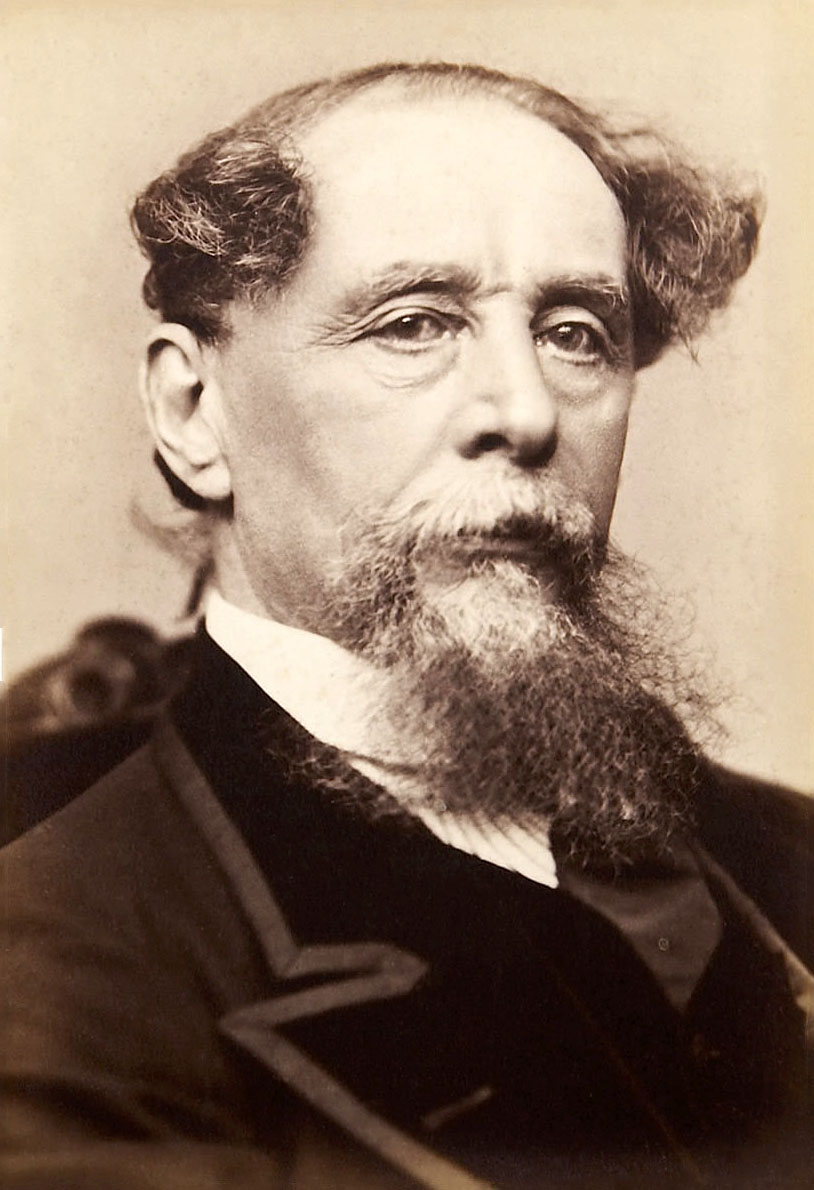
Charles Dickens

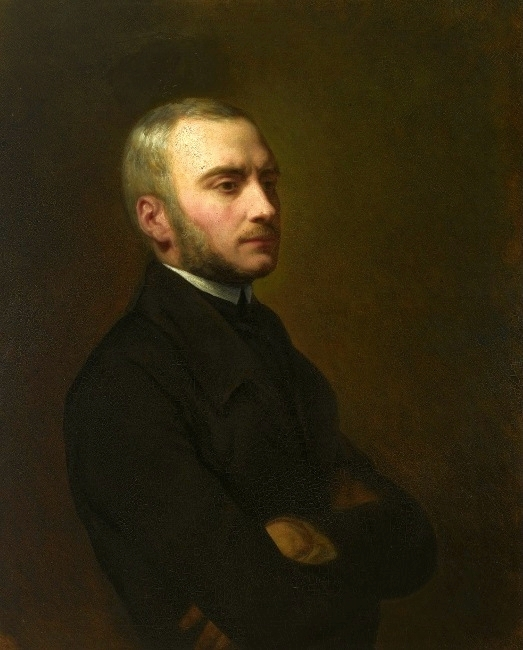
Zygmunt Krasiński

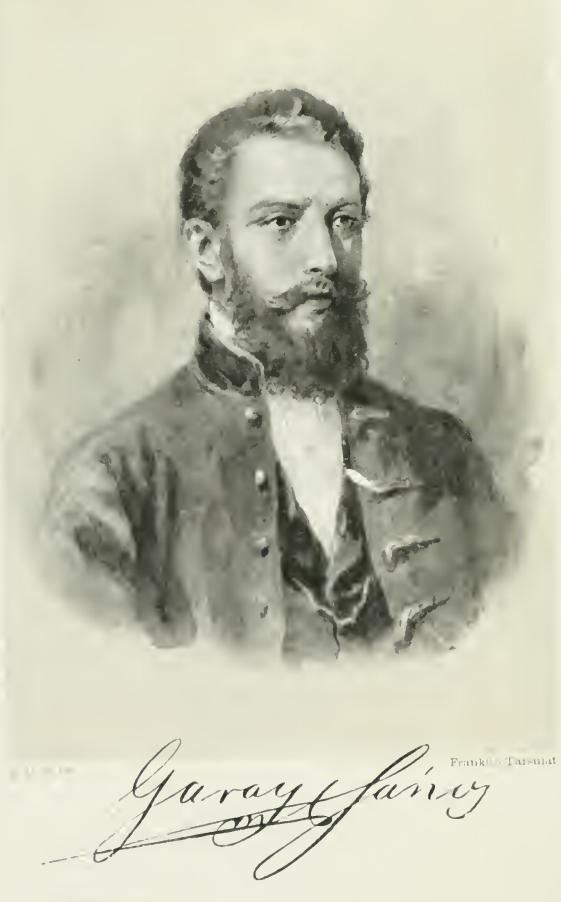
Garay János

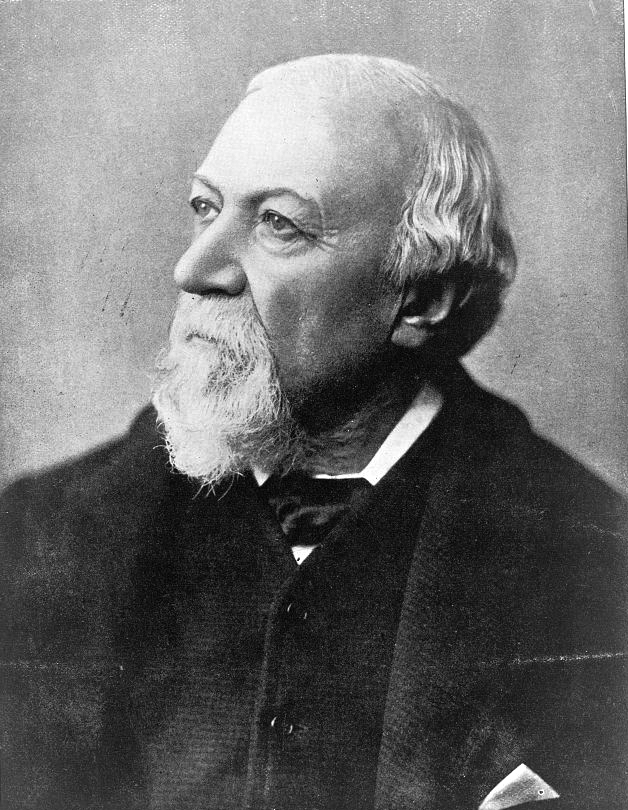
Robert Browning

- Jacob és Wilhelm Grimm: Gyermek- és családi mesék (németül: Kinder- und Hausmärchen). A világhírű mesegyűjtemény első kötete, 86 meséből áll; az 1815-ben kiadott második kötet további 70 mesét tartalmaz.

### Költészet
- George Byron Childe Harold's Pilgrimage (Childe Harold zarándokútja) első két éneke. A harmadik ének 1816-ban, a negyedik 1818-ban jelenik meg.
- George Crabbe angol költő: Tales in Verse (Verses történetek).

## Születések
- január 21. – Jevhen Pavlovics Hrebinka ukrán író († 1848)
- február 7. – Charles Dickens angol regényíró († 1870)
- február 19. – Zygmunt Krasiński lengyel költő, író, az ún. három bárd egyike († 1859)
- február 28. – Berthold Auerbach német zsidó író († 1882)
- április 6. – Alekszandr Ivanovics Herzen orosz író, materialista gondolkodó, lapszerkesztő († 1870)
- május 7. – Robert Browning angol költő († 1889)
- május 12. – Edward Lear angol költő és grafikus († 1888)
- június 4. – George Bariț román történész, újságíró, az első erdélyi román újság megalapítója, az Astra kulturális egyesület megalapítója († 1893)
- június 18. – Ivan Alekszandrovics Goncsarov orosz író, nevezetes regénye az Oblomov († 1891)
- július 28. – Józef Ignacy Kraszewski lengyel író († 1887)
- október 10. – Garay János költő, író († 1853)
- november 4. – Aleardo Aleardi gróf, olasz romantikus költő († 1878)
- december 3. – Hendrik Conscience flamand író; Belgium 1830-as függetlensége után az elsők között volt, akik flamand nyelven alkottak († 1883)

## Halálozások
- szeptember 23. – Rájnis József bölcseleti és teológiai doktor, tanár, műfordító (* 1741)
- december 12. – Stanisław Trembecki lengyel költő (* 1739)